# József Hunics
József Hunics (* 10. März 1936 in Ráckeresztúr; † 27. Juli 2012 in Budapest) war ein ungarischer Kanute.
Hunics ging Ende der 1950er Jahre an den Start. Bei den Olympischen Sommerspielen 1956 in Melbourne gewann er mit Imre Farkas die Bronzemedaille im Zweier-Canadier über 10.000 m. Bei den Europameisterschaften 1957 gewann er Bronze und wurde bei den Weltmeisterschaften 1958 Fünfter. Bei den Europameisterschaften 1959 gewann Hunics Gold und Silber. Zudem gewann Hunics sechs ungarische Titel und gewann 1956 und 1957 mit Imre Farkas die ungarischen Meisterschaften über 500, 1000 und 10.000 Meter. Hunics zog sich im Jahr 1960 aus dem aktiven Sport zurück und arbeitete später als Kanutrainer.